# 刘梦溪
刘梦溪（1941年1月—），男，籍贯山东黄县，生于辽宁，中国文史学者，中国艺术研究院中国文化研究所所长，中国艺术研究院终身研究员，中央文史研究馆馆员。

## 家庭
妻子陈祖芬为作家。